# Jack Dykinga

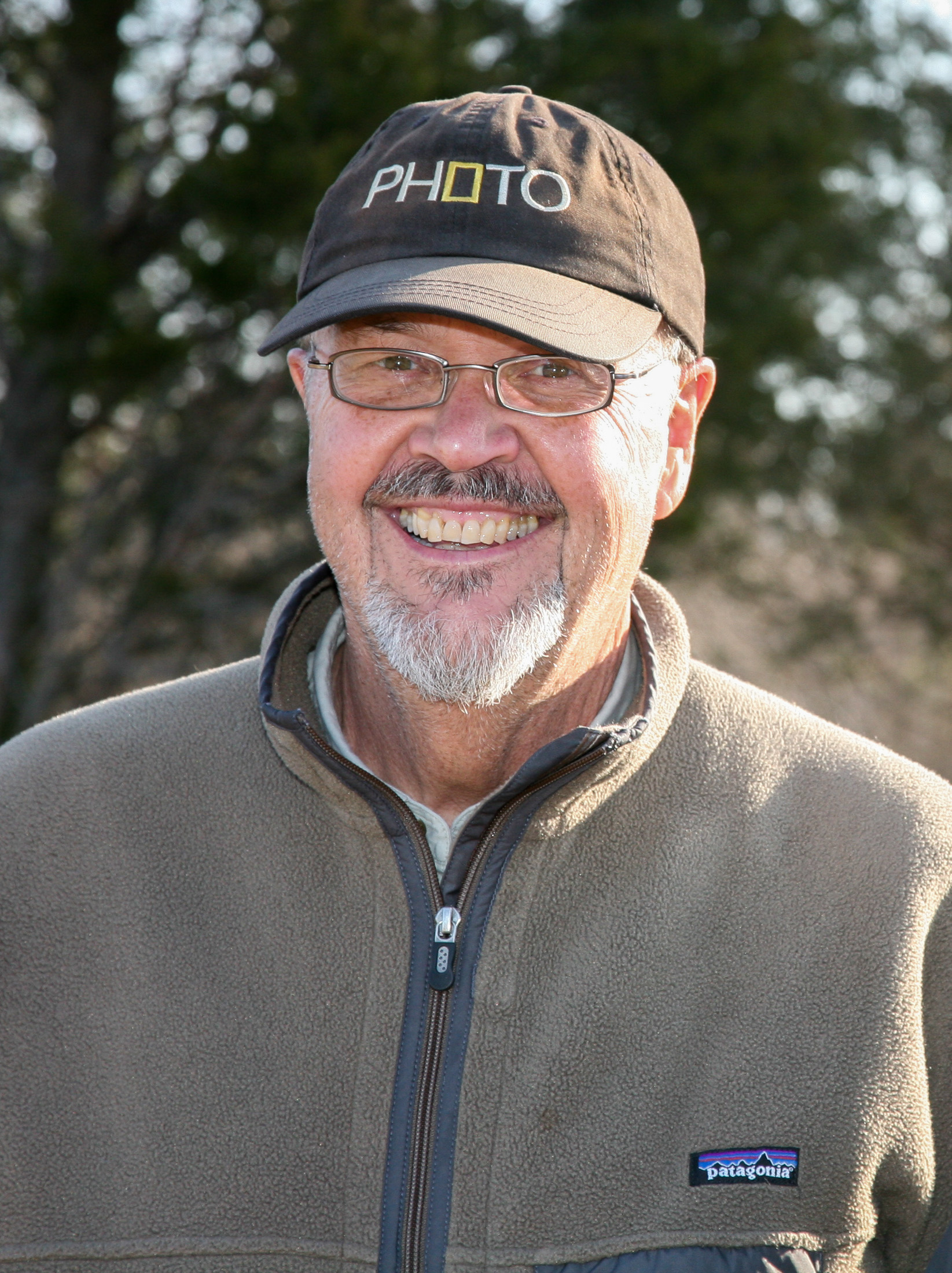
Jack Dykinga im Jahr 2008

Jack William Dykinga (* 2. Januar 1943 in Chicago, Illinois) ist ein US-amerikanischer Fotograf und Autor von Bildbänden.

## Leben
Jack Dykinga besuchte die Riverside Brookfield Township High School und begann seine Karriere in seinem Geburtsort bei der Chicago Tribune und bei der Chicago Sun-Times. Sodann ging er nach Tucson, arbeitete dort für die Morgenzeitung Arizona Daily Star und lehrte an der University of Arizona sowie am Pima Community College.
Jack Dykinga ist Gründungsmitglied der International League of Conservation Photographers, publiziert bei National Geographic Photography und wirkt im Vorstand des Sonoran Desert National Park Project.
Jack Dykinga lebt in Tucson und ist seit 1965 mit Margaret Malley verheiratet.

## Publikationen
in englischer Sprache
- zusammen mit Charles Bowden: 
  - Frog Mountain Blues. University of Arizona Press, Tucson 1987, ISBN 978-0-8165-0929-4
  - The Sonoran Desert. Harry N. Abrams, New York 1992, ISBN 978-0-8109-3824-3
  - The Secret Forest. University of New Mexico Press, Albuquerque 1993, ISBN 978-0-8263-1403-1
  - Stone Canyons of the Colorado Plateau. Abrams, New York 1996, ISBN 978-0-8109-4468-8
- zusammen mit Julian D. Hayden, Charles Bowden und Bernard L. Fontana
  - The Sierra Pinacate. University of Arizona Press, Tucson 1998, ISBN 978-0-8165-1777-0
- zusammen mit Janice Emily Bowers
  - Desert: The Mojave and Death Valley. Harry N. Abrams, New York 1999, ISBN 978-0-8109-3238-8
- Large format nature photography. Amphoto Books, New York 2001, ISBN 978-0-8174-4157-9
- Jack Dykinga's Arizona. Westcliffe Publishers, Englewood 2004, ISBN 978-1-56579-499-3
- zusammen mit Charles Bowden und Wayne Ranney
  - Images: Jack Dykinga's Grand Canyon. Arizona Highways, Phoenix 2008, ISBN 978-1932082876
- Capture the Magic: Train Your Eye, Improve Your Photographic Composition. (etwa: Den Zauber einfangen: Trainieren Sie Ihr Auge. Verbessern Sie Ihre fotografische Komposition). Rocky Nook Publishers, Santa Barbara 2013, ISBN 978-1937538354
- in deutscher Übersetzung von Volker Haxsen
  - Die Kunst der Landschaftsfotografie. Ein Meisterkurs für fotografisches Sehen und Komposition. 182 Seiten. dpunkt.verlag, Heidelberg 2014 (1. Aufl.). ISBN 978-3-86490-166-9

## Auszeichnungen
- 1971 Pulitzer-Preis für Feature-Fotoberichterstattung (Pulitzer Prize for Feature-Photography)
- 2010 Das Werk Stone Canyon wurde von der International League of Conservation Photographers als eines der 40 besten Naturfotografien aller Zeiten ausgezeichnet.[1]
- 2011 NANPA Award (Preis der Nordamerikanischen Natur-Fotografen-Gesellschaft)[2]